# Hyla squirella
Hyla squirella o Dryophytes squirrelus' es una especie de anfibios de la familia Hylidae.
Habita en Estados Unidos, desde Texas a Virginia.
La rana adulta macho mide 2.3 a 3.7 cm de largo.  Esta rana puede tener piel verde, gris, o marrón.  Tiene un punto entre sus ojos.  Hay una línea blanca o amarilla cerca de su boca.

## Galería

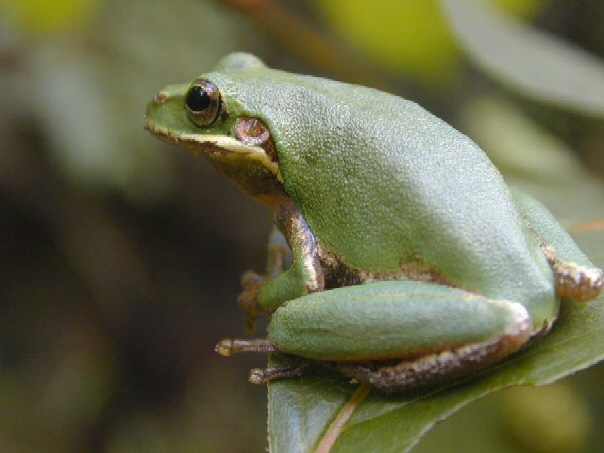
Fotografía procedente del Servicio Geológico de los Estados Unidos.
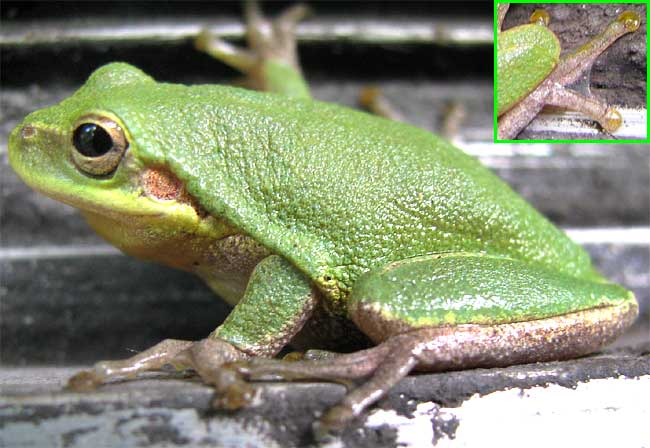
Ejemplar de Mississipi.